# Frieder Dünkel
Frieder Dünkel (* 10. Mai 1950 in Karlsruhe) ist ein deutscher Strafrechtler und Kriminologe, von 1992 bis zu seinem Ruhestand 2015 war er als Professor Inhaber des Lehrstuhls für Kriminologie an der Universität Greifswald.

## Leben
Dünkel studierte von 1969 bis 1974 Rechtswissenschaften an der Ruprecht-Karls-Universität Heidelberg und der Albert-Ludwigs-Universität Freiburg. Seine beiden Staatsexamina legte er 1974 und 1976 ab; 1979 erfolgte in Freiburg seine Promotion mit der Dissertation Legalbewährung nach sozialtherapeutischer Behandlung: eine empirische vergleichende Untersuchung anhand der Strafregisterauszüge von 1503 in den Jahren 1971 bis 1974 entlassenen Strafgefangenen in Berlin-Tegel. Von 1979 bis 1992 war er als wissenschaftlicher Referent am Max-Planck-Institut für ausländisches und internationales Strafrecht, Forschungsgruppe Kriminologie, bei Günther Kaiser tätig. 1989 schließlich habilitierte er sich an der Freiburger Universität mit der Arbeit Freiheitsentzug für junge Rechtsbrecher: Situation und Reform von Jugendstrafe, Jugendstrafvollzug, Jugendarrest und Untersuchungshaft in der Bundesrepublik Deutschland und im internationalen Vergleich.
Nach einer Lehrstuhlvertretung an der Westfälischen Wilhelms-Universität in Münster 1990/91 war Dünkel von 1992 bis zu seinem Ruhestand 2015 Universitätsprofessor und Inhaber des Lehrstuhls für Kriminologie an der Universität Greifswald. Von 2010 bis 2013 war er Prorektor der Universität mit den Aufgabenbereichen Internationales und Forschung.
Seine Schwerpunkte liegen in der Lehre in Kriminologie, Sanktionsforschung, Jugendstrafrecht, Strafrecht, Strafprozessrecht sowie Kriminalpolitik und in der empirischen Forschung in Straftäterbehandlung, kriminelle Karrieren, Gefängnisorganisation und Lebensbedingungen von Gefangenen, Untersuchungshaft, Jugendkriminalität, jugendliche Intensivtäter, Sanktionswirkung, Implementation wiedergutmachender und erziehender Konzepte im Jugendstrafrecht, Alkohol- und Straßenverkehrsdelikte.
Dünkel war bis September 2016 Präsident der European Society of Criminology (ESC). Er ist zudem Mitglied der Redaktion der litauischsprachigen juristischen Fachzeitschrift Teisės problemos.

## Schriften (Auswahl)
- Legalbewährung nach sozialtherapeutischer Behandlung. Eine empirische vergleichende Untersuchung anhand der Strafregisterauszüge von 1503 in den Jahren 1971–1974 entlassenen Strafgefangenen in Berlin-Tegel. Dissertation, Universität Freiburg, 1979 (= Strafrecht und Kriminologie. Band 7). Duncker & Humblot, Berlin 2020, ISBN 978-3-428-44760-2, doi:10.3790/978-3-428-44760-2 (Erstausgabe:  1980).
- Freiheitsentzug für junge Rechtsbrecher. Situation und Reform von Jugendstrafe, Jugendstrafvollzug, Jugendarrest und Untersuchungshaft in der Bundesrepublik Deutschland und im internationalen Vergleich. Habilitationsschrift 1989. Forum-Verlag Godesberg, Bonn 1990, ISBN 3-927066-31-1.
- Frieder Dünkel, Dirk Gebauer, Bernd Geng: Jugendgewalt und Möglichkeiten der Prävention. Gewalterfahrungen, Risikofaktoren und gesellschaftliche Orientierungen von Jugendlichen in der Hansestadt Greifswald und auf der Insel Usedom. Ergebnisse einer Langzeitstudie 1998 bis 2006 (= Schriften zum Strafvollzug, Jugendstrafrecht und zur Kriminologie. Band 31). Forum-Verlag Godesberg, Mönchengladbach 2008, ISBN 978-3-936999-48-8.
- Frieder Dünkel, Bernd Geng: Die Entwicklung von Gefangenenraten im nationalen und internationalen Vergleich. Indikator für Punitivität? In: Soziale Probleme. Band 24, Nr. 1, 2013, S. 42–65, urn:nbn:de:0168-ssoar-441182.
- Michael Herbst, Frieder Dünkel, Benjamin Stahl (Hrsg.): Daseinsvorsorge und Gemeinwesen im ländlichen Raum. Springer VS, Wiesbaden 2016, ISBN 978-3-658-11768-9.
- Frieder Dünkel, Christoph Thiele, Judith Treig (Hrsg.): Elektronische Überwachung von Straffälligen im europäischen Vergleich. Bestandsaufnahme und Perspektiven. Ergebnisse eines durch das Criminal Justice-Programm der Europäischen Union finanzierten Forschungsprojekts (= Schriften zum Strafvollzug, Jugendstrafrecht und zur Kriminologie. Band 63). Forum Verlag Godesberg, Mönchengladbach 2017, ISBN 978-3-942865-78-4.
- Ehe- und familienfreundliche Gestaltung des Strafvollzugs. Rechtliche und rechtstatsächliche Entwicklungen in Deutschland. In: Andreas Ruch, Tobias Singelnstein (Hrsg.): Auf neuen Wegen. Kriminologie, Kriminalpolitik und Polizeiwissenschaft aus interdisziplinärer Perspektive. Festschrift für Thomas Feltes zum 70. Geburtstag (= Schriften zum Strafrecht. Band 366). Duncker & Humblot, Berlin 2021, ISBN 978-3-428-15773-0, S. 545–559.